# Logärden
Stora Logärden är en sjö i Falu kommun i Dalarna och ingår i Gavleåns huvudavrinningsområde. Sjön är 48 meter djup, har en yta på 6,77 kvadratkilometer och befinner sig 240,1 meter över havet. Sjön avvattnas av vattendraget Gavelhytteån. Vid provfiske har bland annat abborre, elritsa, gers och gädda fångats i sjön.

## Delavrinningsområde
Stora Logärden ingår i det delavrinningsområde (672251-150934) som SMHI kallar för Utloppet av Logärden. Medelhöjden är 263 meter över havet och ytan är 18,83 kvadratkilometer. Räknas de 2 avrinningsområdena uppströms in blir den ackumulerade arean 22,71 kvadratkilometer. Gavelhytteån som avvattnar avrinningsområdet har biflödesordning 2, vilket innebär att vattnet flödar genom totalt 2 vattendrag innan det når havet efter 103 kilometer. Avrinningsområdet består mestadels av skog (57 procent). Avrinningsområdet har 6,77 kvadratkilometer vattenytor vilket ger det en sjöprocent på 35,9 procent.

## Fisk
Vid provfiske har följande fisk fångats i sjön:
- Abborre
- Elritsa
- Gärs
- Gädda
- Lake
- Mört
- Nors
- Röding
- Öring